# William Etty
William Etty (10 martie 1787 – 13 noiembrie 1849) a fost un artist englez cel mai bine cunoscut pentru picturile istorice care conțineau figuri nude. El a fost primul pictor britanic semnificativ de nuduri și naturi moarte. Născut la York, a părăsit școala la vârsta de 12 ani pentru a deveni ucenic în Hull. Și-a terminat ucenicia șapte ani mai târziu și s-a mutat la Londra, unde în 1807 s-a alăturat Școlilor Academiei Regale. Acolo a studiat sub Thomas Lawrence și s-a antrenat prin copierea unor lucrări ale altor artiști. Etty a câștigat respectul la Academia Regală de Artă pentru capacitatea sa de a picta tonuri realiste de carne, dar a avut puțin succes comercial sau critic în primii câțiva ani de la Londra.

## Legături externe
- 323 picturi de sau după William Etty pe site-ul Art UK

1. 1 2  Genealogics
2. ↑  RKDartists, accesat în 2 martie 2018
3. ↑  Autoritatea BnF, accesat în 10 octombrie 2015